# Малые Стеблевичи
Малые Стеблевичи (бел. Малыя Сцяблевічы) — деревня в Ленинском сельсовете Житковичского района Гомельской области Белоруссии.
Кругом лес.

## География

### Расположение
В 46 км на северо-запад от Житковичей, 18 км от железнодорожной станции Микашевичи (на линии Лунинец — Калинковичи), 279 км от Гомеля.

## Транспортная сеть
Рядом автодорога Микашевичи — Слуцк. Планировка состоит из дугообразной улицы, близкой к меридиональной ориентации, к которой на западе и востоке присоединяются переулки. Застройка двусторонняя, деревянная, усадебного типа.

## История
Согласно письменным источникам известна с начала XIX века, когда переселенцы из деревни Стеблевичи основали здесь новую деревню и назвали его Малые Стеблевичи. Под таким названием оно упоминается в материалах 1811 года. Согласно инвентаря 1826 года в составе поместья Ленин (владение князя Л. П. Витгенштейна) в Ленинской волости Мозырского уезда Минской губернии. В 1879 году упоминается в числе селений Ленинского церковного прихода.
Согласно Рижскому договору с 18 марта 1921 года в составе Польши. С сентября 1939 года в составе БССР. Во время Великой Отечественной войны в деревне часто базировались партизаны. В феврале 1943 года немецкие оккупанты полностью сожгли деревню и убили 84 жителя. 10 жителей погибли на фронтах. Согласно переписи 1959 года в составе совхоза «Ленинский» (центр — деревня Ленин).

## Население

### Численность
- 2004 год — 37 хозяйств, 64 жителя.

### Динамика
- 1826 год — 7 дворов.
- 1834 год — 9 дворов.
- 1897 год — 138 жителей (согласно переписи).
- 1908 год — 18 дворов.
- 1940 год — 60 дворов, 348 жителей.
- 1959 год — 265 жителей (согласно переписи).
- 2004 год — 37 хозяйств, 64 жителя.